# Marvin Gaye
Marvin Gaye, nato con il nome di Marvin Pentz Gay Jr. (Washington, 2 aprile 1939 – Los Angeles, 1º aprile 1984), è stato un cantautore, produttore discografico e arrangiatore statunitense, artista di spicco della musica soul e R&B.
Scritturato per lungo tempo dalla celebre etichetta Motown dai primi anni sessanta, Gaye produsse molti successi tra cui Stubborn Kind of Fellow, How Sweet It Is (To Be Loved by You), I Heard It Through the Grapevine, e molti duetti con Tammi Terrell, quali Ain't No Mountain High Enough e You're All I Need to Get By. Durante gli anni settanta e ottanta, Gaye produsse altri album di successo, tra i quali What's Going On e I Want You, più alcune hit quali Let's Get It On (che nel 1973 mantenne il primo posto nella classifica Billboard Hot 100 per due settimane), Got to Give It Up, e Sexual Healing. Molti dei suoi dischi sono ancora oggi molto richiesti sul mercato e influenzano le generazioni più giovani.
La rivista Rolling Stone lo ha inserito al sesto posto nella sua lista dei 100 migliori cantanti di tutti i tempi e al diciottesimo in quella dei 100 migliori artisti di sempre.

## Biografia

### Dalla nascita ai suoi primi successi
Gaye nacque a Washington col vero nome di Marvin Pentz Gay junior, ma successivamente aggiunse la "e" al suo cognome sia per stroncare le prese in giro sia per apparire più professionale (si pensi ad esempio anche all'aggiunta della "e" di Sam Cooke) 
Era figlio di Alberta Cooper e Marvin Gay senior. Il padre era un pastore della Chiesa Ebraica Pentecostale, un piccolo gruppo distaccato dagli Avventisti del Settimo Giorno. Tale chiesa, prendendo in prestito alcuni elementi dalla comunità cattolica e altri da quella anglicana e ortodossa, ha codici di condotta molto rigidi e non è prevista la celebrazione di alcuna festività. Il padre era ancora più rigido coi figli: li minacciava spesso di morte violenta se non ubbidivano ai suoi ordini. Gaye iniziò a cantare nel coro di tale chiesa; prese lezioni di pianoforte e percussioni per sfuggire alle pressioni psicologiche messe in atto dal padre. Marvin fece intravedere le sue notevoli capacità canore agli inizi degli anni 1950 durante le pause delle omelie del padre, suscitando l'ammirazione della madre mentre il padre cercò in tutti i modi di dissuaderlo. Non riuscendoci, decise di ostacolarlo con ogni mezzo.
Dopo la scuola superiore, Gaye si arruolò nell'Aeronautica militare e poi, dopo essere stato congedato, si unì a diversi gruppi di doo wop, fino ad arrivare ai Marquees, un gruppo molto conosciuto a Washington. Con Bo Diddley, i Marquees realizzarono un singolo, Wyatt Earp, nel 1958 con la Okeh Records e furono scritturati da Harvey Fuqua diventando poi così The Moonglows. Mama Loocie, il singolo realizzato nel 1959 con la Chess Records, fu il primo singolo di Gaye con i Moonglows. Dopo un concerto a Detroit, Gaye fu assunto con un contratto da solista da Berry Gordy, della Motown Records.

### La Motown e la famiglia Gordy
All'inizio Gaye era un artista part-time: saltuariamente era un percussionista, un autore di canzoni lavorando con parecchi gruppi dell'epoca come The Miracles, The Contours, Martha & the Vandellas e altri. Da notare la sua paternità delle percussioni nelle hit numero uno Please Mr. Postman delle Marvelettes nel 1961 e Fingertips Pt. 2 di Little Stevie Wonder nel 1963. Poi scrisse insieme con altri autori, nel 1964, Dancing in the Street hit numero uno di Martha & the Vandellas e prima ancora nel 1962 un'altra numero uno, Beechwood 4-5789, hit delle Marvelettes. L'artista non solo era così diventato a pieno titolo un membro della famiglia Motown ma presto divenne anche membro della famiglia Gordy sposando Anna, sorella 41enne di Berry Gordy, nel 1964, dopo tre anni di corteggiamento.
Purtroppo i primi tre singoli di Marvin Gaye usciti con la Motown non riscossero tanto successo; solo nel 1962 raggiunse un piccolo risultato il quarto tentativo, Stubborn Kind of Fellow, con Martha & The Vandellas in cui Gaye era nel coro. Unica consolazione risiedeva nel fatto che il singolo era stato scritto da Gaye assieme a William "Mickey" Stevenson, che creò il titolo riferendosi maliziosamente alla lunaticità di Marvin. Ancora nel 1963 Hitch Hike e Can I Get a Witness il successo stentava a manifestarsi. Bisognerà attendere Pride & Joy, che nello stesso anno divenne una hit-bomba. Gaye però stava stretto nei panni che la Motown gli aveva cucito addosso: un cantante di ballate melodiche in cerca di successo nelle classifiche e nel mercato discografico. L'artista voleva invece fermamente essere un cantante pop seguendo le orme di Nat King Cole oppure di Frank Sinatra puntando però a fondere gli stili di tali artisti con quelli profondi e intensi di Jackie Wilson e del suo modello di riferimento Sam Cooke.

### Marvin Gaye & Tammi Terrell
Alcuni più grandi successi di Marvin Gaye presso la Motown sono dei duetti con artiste donne come Mary Wells, Kim Weston e Tammi Terrell; il primo album Gaye/Wells, del 1964, Together, fu il primo album di Gaye a entrare nelle classifiche. Terrell e Gaye in particolare ebbero un ottimo rapporto, e il loro primo album fu, nel 1967, United, che conteneva pezzi divenuti celebri come Ain't No Mountain High Enough e Your Precious Love. Nickolas Ashford e Valerie Simpson, una coppia anche fuori dal lavoro, erano gli autori e i produttori dei dischi di Gaye e Terrell, i quali fingevano di esserlo nei dischi (sebbene voci dicessero che la finzione non fosse totale). Il 14 ottobre 1967, mentre stavano registrando, Tammi ebbe un collasso. Le fu in seguito diagnosticato un tumore al cervello, infatti la sua salute continuò a peggiorare. Uscirono presso la Motown ancora alcuni dischi della coppia, ma nell'ultimo, Easy del 1969, le parti che dovevano essere cantate da Tammi furono eseguite da altre (principalmente da Valerie Simpson).
La malattia della Terrell portò alla depressione Gaye; quando la sua I Heard It Through the Grapevine, già registrata nel 1967 da Gladys Knight & The Pips, divenne il suo primo "numero uno" il 14 dicembre 1968 delle classifiche Billboard Hot 100 per sette settimane e nel Regno Unito e il singolo di maggiori vendite della storia della Motown, con quattro milioni di copie vendute, rifiutò di godersi il successo, pensando di non averlo meritato. Il suo lavoro con il produttore Norman Whitfield, che produsse Grapevine, portò a successi analoghi per i singoli Too Busy Thinking About My Baby e That's the Way Love Is. Nel frattempo, il matrimonio di Gaye con Anna stava deteriorandosi ed egli continuava a sentirsi di poco spessore, cantando in continuazione di amore mentre la pop music subiva una rivoluzione iniziando a dedicarsi a temi sociali e politici. Alla ricerca di autonomia creativa, Marvin produsse alcuni singoli della session band della Motown The Originals, tra cui Baby I'm for Real e The Bells, che ebbero notevole successo.

### What's Going On
Tammi Terrell morì di tumore cerebrale il 16 marzo 1970 all'età di 25 anni. Devastato dal dolore, Marvin fu così emozionato ai funerali che parlò al corpo di lei come se si aspettasse che rispondesse. Gaye si ritirò quindi dalle scene, non eseguendo concerti per quasi due anni. Raccontava agli amici che aveva pensato di abbandonare la musica, ma dopo il successo delle sue produzioni con gli Originals, Gaye ebbe fiducia nel riuscire a esprimere la propria arte musicale. Entrò quindi in studio di registrazione il 1º giugno 1970 e registrò le canzoni What's Going On, God Is Love e Sad Tomorrows – una prima versione di Flying High (In the Friendly Sky).
Gaye voleva pubblicare What's Going On ma il capo della Motown, Berry Gordy, rifiutò, trovandola "non commerciale". Gaye decise di non registrare più nulla finché Gordy cedette e la canzone divenne un successo inaspettato nel gennaio 1971. Gordy chiese dunque a Gaye un intero album di canzoni dello stesso genere. L'album What's Going On, uscito il 21 maggio 1971, divenne uno dei momenti salienti della carriera di Gaye ed è oggi il suo disco più noto. Sia in termini di sonorità (influenzato da funk e jazz) sia di contenuti dei testi (molto spirituali) costituì una rottura rispetto ai suoi primi lavori con la Motown. Altri due singoli, Mercy Mercy Me (The Ecology) e Inner City Blues (Make Me Wanna Holler), entrarono nella "Top 10" pop e furono numero uno della classifica R&B. What's Going On, uno dei più memorabili album soul di tutti i tempi, introdusse l'idea di concept album, la nuova frontiera della musica soul.

### Un successo continuo

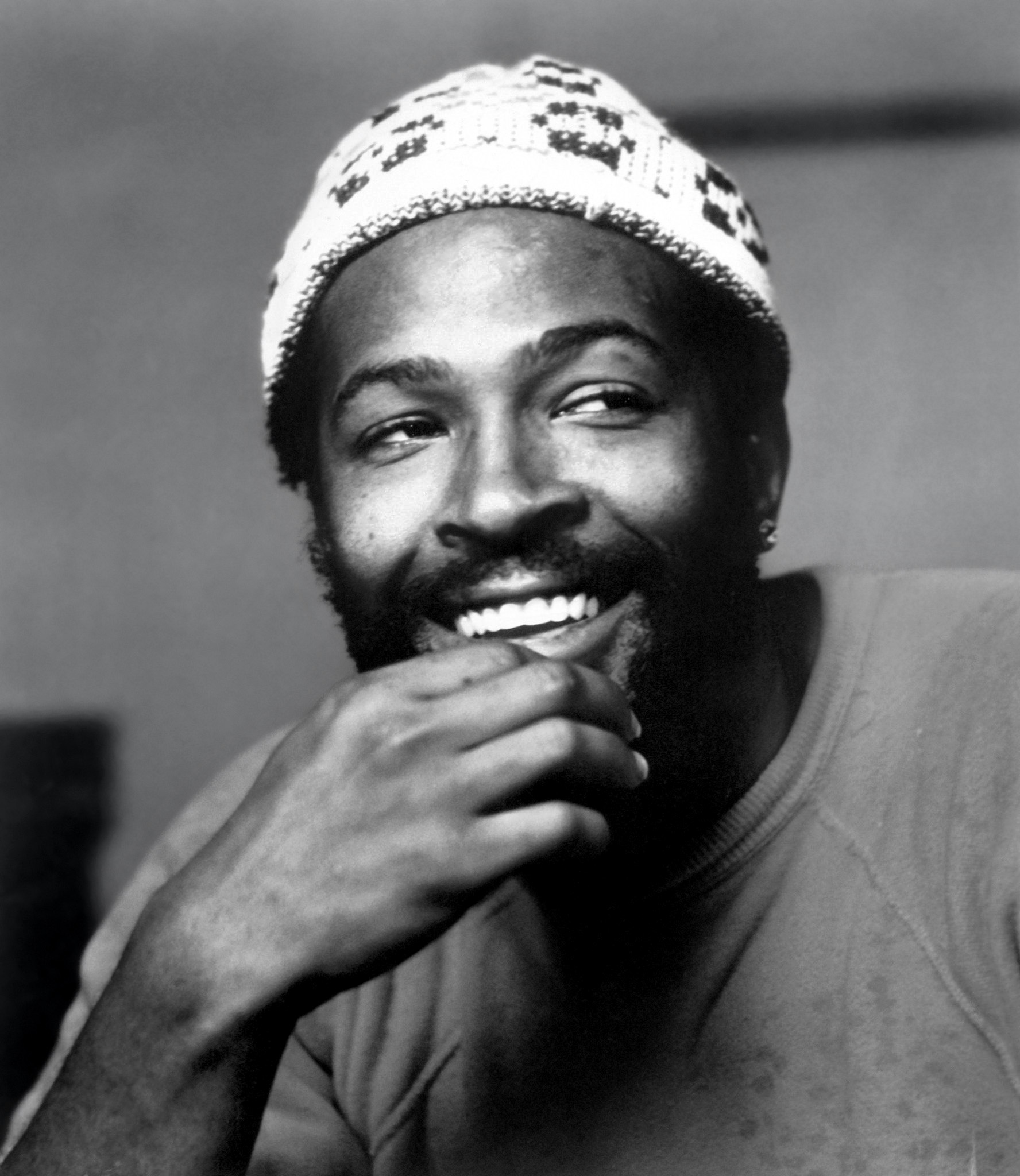
Gaye durante le sedute di registrazione dell'album Let's Get It On agli Hitsville West di Los Angeles, 1973

Dopo il successo della colonna sonora del film blaxploitation Detective G (Trouble Man) del 1972, Marvin decise di lasciare l'argomento sociale per indirizzarsi verso temi sensuali, con la pubblicazione di Let's Get It On. L'album rappresentava una rottura per Gaye a causa della sua intensa sensualità ispirata dal successo di What's Going On e per la necessità di doverselo produrre da sé alla propria maniera. Let's Get It On divenne l'album di Marvin Gaye più venduto durante la sua vita, sorpassando What's Going On. Il singolo omonimo costituì per Gaye anche il singolo più venduto con la Motown, sopravanzando I Heard It Through the Grapevine.
Gaye iniziò a lavorare all'ultimo suo album duetto, stavolta con Diana Ross per il progetto Diana & Marvin. Le registrazioni cominciarono nel 1972, quando Ross era incinta del secondo figlio. Gaye si rifiutava di cantare se non poteva fumare nello studio, così l'album fu realizzato sovrapponendo le parti cantate da Ross e Gaye, registrate in sessioni separate. Pubblicato nell'autunno 1973, l'album portò nella "Top 20" dei singoli i pezzi You're a Special Part of Me e My Mistake (Was to Love You). Nel 1976 Gaye pubblicò l'album I Want You, in cui era contenuto il singolo omonimo che raggiunse il numero uno nella classifica R&B.

### Gli ultimi anni e la morte

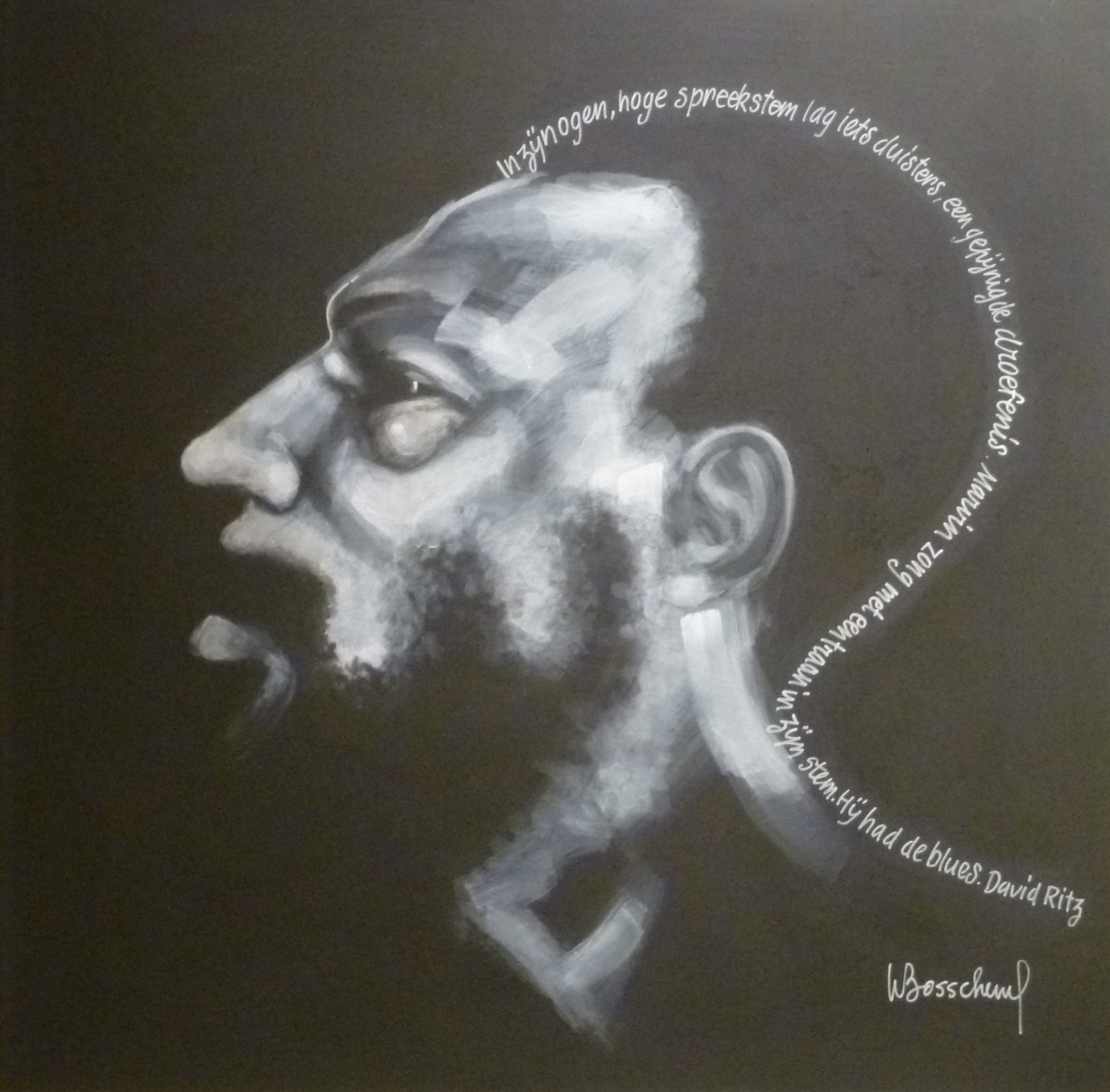
Ritratto di Marvin Gaye ad opera del pittore belga Willy Bosschem

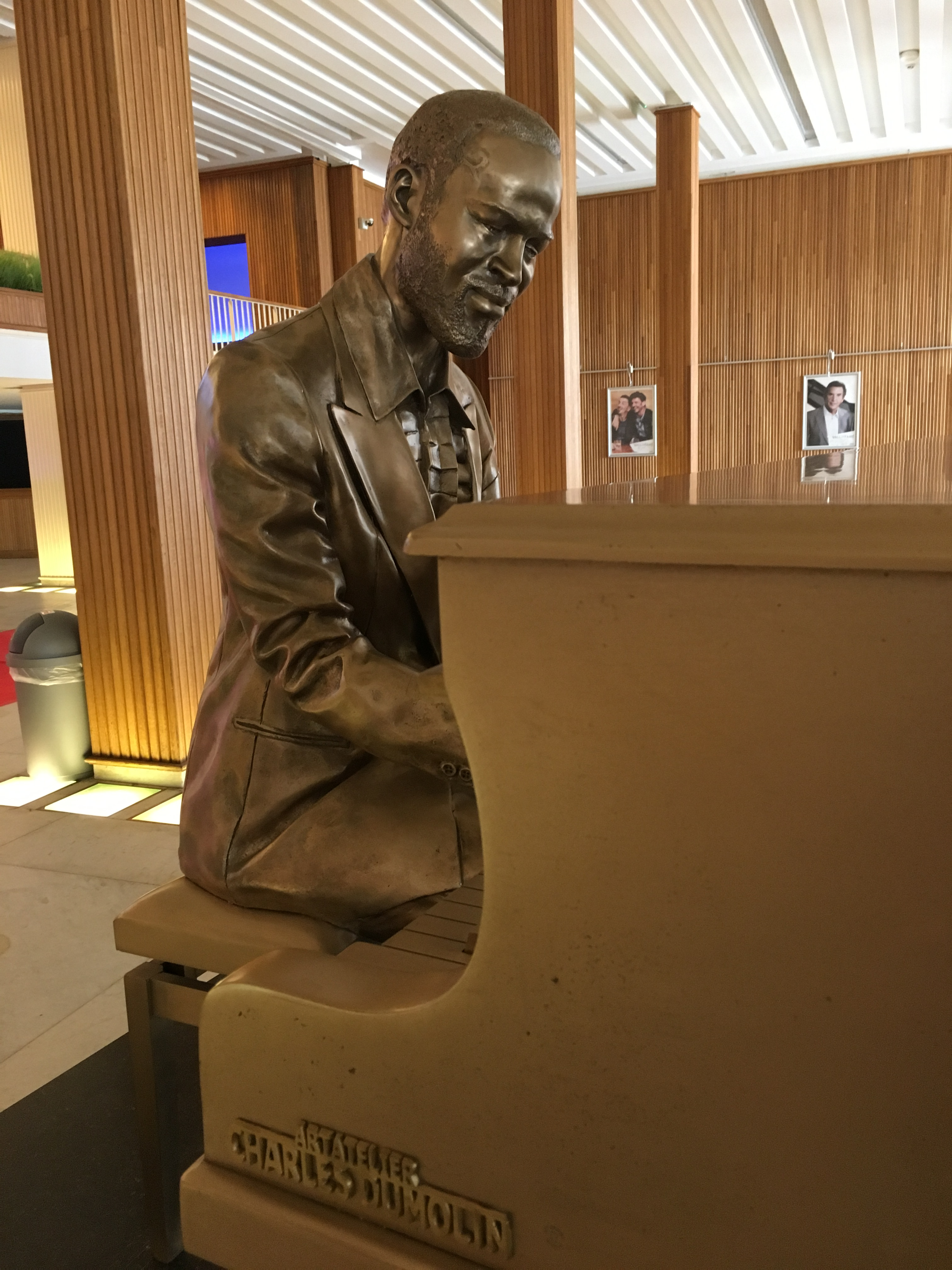
Statua di Marvin Gaye al Casino-Kursaal Oostende. In ricordo del concerto del 4 luglio 1981

Nel 1977 Gaye pubblicò lo storico singolo funk, Got to Give It Up, che raggiunse il numero uno nelle classifiche pop, R&B e dance contemporaneamente e aiutò le vendite dell'album Live at the London Palladium, che superarono i due milioni di copie. L'anno seguente, dopo il divorzio da sua moglie Anna, acconsentì a versare parte dei suoi guadagni sul futuro album come alimenti all'ex moglie. Il risultato fu Here, My Dear, del 1978, che trattava gli aspetti amari del suo matrimonio al punto tale che Anna stava per denunciare Marvin per violazione della privacy. L'album vendette poco, nonostante sia stato in seguito rivalutato dalla critica. Nel 1979, oberato da guai fiscali e afflitto da tossicodipendenza, Gaye dichiarò fallimento e si trasferì alle Hawaii, dove visse in un furgone da panettiere.
Nel 1980 si accordò con l'impresario inglese Jeffrey Kruger per tenere concerti in Europa, tra cui uno davanti alla Principessa Margaret. Gaye arrivò però sul palco in enorme ritardo e ormai il teatro si era già svuotato. Durante il soggiorno a Londra Marvin lavorò a In Our Lifetime, un disco complesso e profondamente personale. Quando la Motown pubblicò l'album, nel 1981, Gaye si infuriò: accusò la Motown di aver manipolato e remixato il disco senza il suo consenso, includendo una canzone non finita (Far Cry), togliendo il punto interrogativo dal titolo ed eliminando così la sottile ironia. Sempre nel 1980 tenne un celebre concerto al Montreux Jazz Festival, sicuramente una delle sue più memorabili esibizioni dal vivo.  
Nel 1981 si stabilì a Ostenda, in Belgio, in un periodo di crisi personale, su suggerimento del produttore Freddy Cousaert. Grazie al suo traferimento, Gaye riprese in mano la propria vita e registrò proprio Sexual Healing, il brano vincitore di due Grammy, estratto dall'album Midnight Love del 1982. Durante questo periodo abitò con la famiglia del musicista Charles Dumolin, trovando qui un rifugio creativo. Dopo la sua morte, furono scoperti molti materiali inediti. La BBC ha rivelato infatti che una parte considerevole della sua produzione, ancora inedita, potrebbe essere rimasta nascosta per oltre quarant'anni in Belgio, conservata dalla famiglia Dumolin. L’avvocato di famiglia, Alex Trappeniers, ha dichiarato alla BBC: «Appartiene alla famiglia perché fu lasciato in Belgio anni fa dicendo: "Fatene quello che volete" e non è stato più restituito».
Rotti definitivamente i legami con la Motown, firmò un contratto con la Columbia Records nel 1982, pubblicando appunto Midnight Love; il disco conteneva l'ultimo grande successo di Marvin, Sexual Healing. La canzone portò a Gaye i suoi primi due Grammy Award (miglior voce maschile R&B, miglior strumentazione R&B) nel febbraio 1983 (l'anno seguente fu nominato ancora a un Grammy come miglior voce maschile R&B, stavolta per l'album stesso Midnight Love). Sempre nel febbraio 1983 Gaye interpretò l'inno nazionale statunitense allo All-Star Game di pallacanestro. Poco dopo iniziò una tournée negli Stati Uniti per promuovere il suo album. Il tour, conclusosi nell'agosto dello stesso anno, fu segnato da problemi di salute a causa degli abusi di alcol e droga. Quando il tour finì, si ritirò a vivere isolato in casa dei genitori.
Minacciò diverse volte di suicidarsi dopo numerosi aspri litigi con il padre, Marvin senior. Il cantante Little Richard rivelò che Gaye aveva premonizioni sul suo omicidio negli ultimi anni di vita. Il 1º aprile 1984, il giorno prima del suo 45º compleanno, si trovò nel mezzo di un litigio tra i genitori. Fattosi prendere da un accesso d'ira picchiò furiosamente il padre. Dopo il pestaggio il genitore prese una pistola che aveva in un cassetto e gli sparò due colpi all'altezza del petto, uccidendolo. Marvin senior fu quindi condannato a sei anni di reclusione dopo essersi dichiarato colpevole di omicidio. Le accuse di omicidio premeditato furono ritirate quando si scoprì che il figlio lo aveva aggredito prima di essere ucciso. Passò i suoi ultimi anni in una casa di riposo e morì di polmonite nel 1998. La madre, che dopo la morte violenta del figlio non si riprese più, morì molto prima: il 9 maggio 1987.
Gaye entrò nella Rock and Roll Hall of Fame nel 1987, quindi nella Hollywood Rock Walk nel 1989 ed ebbe una stella nella Hollywood Walk of Fame nel 1990.

### Vita privata
Gaye si sposò due volte. Il suo primo matrimonio fu con Anna Gordy, sorella di Berry Gordy, che gli ispirò alcuni dei suoi successi tra cui Stubborn Kind of Fellow e You Are a Wonderful One; i due adottarono un figlio, Marvin Pentz Gaye III. Difficile fin dall'inizio, l'unione si guastò quando Gaye cominciò a corteggiare Janis Hunter, la diciassettenne figlia del grande jazzista Slim Gaillard, nel 1973 dopo la pubblicazione dell'album Let's Get It On. Hunter fu anche una delle ispirazioni per la musica di Gaye, in particolare il periodo che include Let's Get It On e I Want You. Dalla loro relazione nacquero due figli, Nona e Frankie Christian. Marvin e Janis si sposarono dopo il divorzio di Marvin, nell'ottobre 1977. Poco dopo il loro matrimonio però i due si separarono a causa delle crescenti tensioni, divorziando infine nel febbraio 1981. Dopo la morte di Gaye, due suoi figli iniziarono una carriera artistica: il maggiore, Marvin Pentz Gaye III, divenne un produttore discografico, mentre la figlia di Gaye, Nona, è stata modella, attrice e cantante. Solo il più giovane, Frankie Christian, non ha seguito le orme artistiche del padre.

## Stile musicale
Incarnando lo spirito della musica soul, Gaye si è caratterizzato per lo stile sensuale debitore del gospel. Viene ricordato per il suo celebre e duttile cantato in falsetto, dietro il quale nasconderebbe le sue sofferenze interiori. Pur essendo ancora un discepolo dello stile Motown, negli anni sessanta ha già mostrato doti di raffinato e romantico interprete pop a volte eclettico e ammiccante. Affrancandosi più tardi dai produttori e discografici della Motown, che gli impedivano di scrivere testi per sé stesso o autoprodursi, Gaye si impose con l'album What's Going On (1971) che spianò la strada ad artisti della musica afro-americana quali Stevie Wonder. AllMusic considera il cantante un esponente di varie sfaccettature di musica soul, del funk e lo fa rientrare nella cerchia degli artisti "AM pop", "blaxploitation" e "quiet storm".

## Temi
I testi di Marvin Gaye sono incentrati sulla politica, l'economia, l'ambiente, i conflitti internazionali e l'amore. Per il suo impegno, le sue lotte contro il sistema e il forte richiamo alle radici della musica afro-americana, da sempre detentrice di una funzione di denuncia dei soprusi e delle ingiustizie, è considerato uno degli artisti più importanti della sua era.

## L'influsso, i riconoscimenti e i premi
Tra i vari tributi a Gaye dopo la sua morte, si ricorda Missing You, canzone di Diana Ross (anche lei alla Motown), che entrò nella "top ten" pop nel 1985; un'altra artista Motown, Teena Marie, incluse nel suo album il pezzo My Dear Mr. Gaye. Il gruppo soul Maze, di cui faceva parte Frankie Beverly, incise la canzone-dedica Silky Soul (1989), in onore del loro mentore. Gaye viene citato in molti pezzi di diversi artisti, tra cui gli Spandau Ballet, i Commodores e George Michael e anche Elton John nella canzone Club at the End of the Streets del 1989. Nel 1995 alcuni artisti, tra cui Madonna, Stevie Wonder, Speech del gruppo hip hop Arrested Development e la figlia stessa di Gaye, Nona, resero omaggio a Marvin con un album realizzato in collaborazione con MTV, Inner City Blues: The Music of Marvin Gaye, che conteneva anche un documentario omonimo trasmesso da MTV.
Nel 1999, artisti R&B artists come D'Angelo, Erykah Badu, Brian McKnight e Will Downing parteciparono a loro volta a un album tributo a Gaye, Marvin Is 60. Nell'ottobre 2001 fu realizzata una cover della canzone What's Going On, prodotta da Jermaine Dupri, e pubblicata per beneficenza nella lotta contro l'AIDS. Nella cover apparivano moltissimi artisti, tra cui Christina Aguilera, Mary J. Blige, Bono, Destiny's Child, Fred Durst dei Limp Bizkit, Nelly Furtado, Alicia Keys, Aaron Lewis del gruppo rock Staind, Nas, *N Sync, P. Diddy, Questlove dei The Roots, Britney Spears e Gwen Stefani. Partecipava anche Nona, che cantava uno dei versi più suggestivi della canzone: Father, father/we don't need to escalate (Padre, padre, non abbiamo bisogno di aggravare la situazione). Nel 1987 Marvin fece il suo ingresso postumo nella Rock & Roll Hall of Fame. Gli fu inoltre attribuita una stella nella Hollywood Walk of Fame nel 1990.
Nel 1996 fu anche premiato con un Grammy Award alla carriera. Annie Lennox e Seal lo citarono in proprie canzoni. Nel 2004 la rivista Rolling Stone lo classificò al diciottesimo posto nella sua lista dei cento più grandi artisti di ogni tempo. Durante tutta la sua carriera, che copre cinque decenni includendo le pubblicazioni postume, Gaye ha avuto un totale di quarantuno singoli nella "Top 40" pop di Billboard, tra il 1963 e il 2001. È il quarto artista per numero di settimane di permanenza in testa alla classifica dei singoli R&B (52 settimane). Il singolo Let's Get It On è il singolo di maggiori vendite negli Stati Uniti della casa discografica Motown; a livello mondiale è invece un altro singolo di Gaye, I Heard It Through the Grapevine, a detenere il primato, grazie a forti vendite in Europa dovute al suo utilizzo in una pubblicità dei jeans Levi's. Sarebbe in corso di lavorazione un film documentario su Marvin Gaye, dal titolo Marvin - The Marvin Gaye Story, con la cantante Roberta Flack a dirigere l'aspetto musicale.
Nel 2015 Charlie Puth realizza insieme alla cantante Meghan Trainor una canzone intitolata Marvin Gaye, a lui dedicata e comprendente nel testo molti riferimenti ai suoi brani.

## Discografia

### Solista
- 1961: The Soulful Moods of Marvin Gaye
- 1962: That Stubborn Kinda Fellow
- 1963: Marvin Gaye Recorded Live on Stage
- 1964: When I'm Alone I Cry
- 1964: Hello Broadway
- 1965: How Sweet It Is to Be Loved by You
- 1965: A Tribute to the Great Nat "King" Cole
- 1966: Moods of Marvin Gaye
- 1967: Marvin Gaye at the Copa
- 1968: In the Groove
- 1969: M.P.G.
- 1970: That's the Way Love Is
- 1971: What's Going On
- 1972: You're the Man
- 1972: Trouble Man
- 1973: Let's Get It On
- 1974: Marvin Gaye Live!
- 1976: I Want You
- 1977: Live at the London Palladium
- 1978: Here, My Dear
- 1979: Love Man
- 1981: In Our Lifetime
- 1982: Midnight Love

### Duetti
Marvin Gaye & Mary Wells
- 1964: Together
- 1967: United con Tammi Terrell

Marvin Gaye & Kim Weston
- 1966: It Takes Two

Marvin Gaye & Tammi Terrell
- 1967: United, Ain't No Mountain High Enough
- 1968: You're All I Need
- 1969: Easy

Diana Ross & Marvin Gaye
- 1973: Diana & Marvin

### Album postumi
- 1985: Dream of a Lifetime
- 1985: Romantically Yours
- 1997: Vulnerable
- 2019:	You're the Man

### Compilation
Riedizioni Motown
- 1964: Greatest Hits, Vol. 1
- 1967: Greatest Hits, Vol. 2
- 1969: Marvin Gaye and His Girls
- 1970: Super Hits
- 1970: Greatest Hits
- 1974: Anthology
- 1976: Marvin Gaye's Greatest Hits
- 1983: Every Great Motown Hit of Marvin Gaye
- 1984: Anthology
- 1986: Motown Remembers Marvin Gaye
- 1988: A Musical Testament: 1964-1984
- 1988: 18 Greatest Hits
- 1991: The Marvin Gaye Collection
- 1994: The Norman Whitfield Sessions
- 1995: Anthology
- 1995: The Master: 1961/1984
- 2000: 20th Century Masters - The Millennium Collection: The Best of Marvin Gaye, Vol. 1 - the 1960s
- 2001: 20th Century Masters - The Millennium Collection: The Best of Marvin Gaye, Vol. 2 - the 1970s
- 2001: 20th Century Masters - The Millennium Collection: The Best of Marvin Gaye & Tammi Terrell
- 2001: The Complete Duets
- 2001: Love Songs: Greatest Duets
- 2002: Love Songs: Bedroom Ballads
- 2002: The Very Best of Marvin Gaye
- 2004: The Very Best of Marvin Gaye + DVD Live in Montreux

### Deluxe Edition
Riedizioni Motown
- 2001: What's Going On (Deluxe Edition)
- 2001: Let's Get It On (Deluxe Edition)
- 2003: I Want You (Deluxe Edition)
- 2007: In Our Lifetime?